# História de Telêmaco Borba
A História de Telêmaco Borba teve início quando os primitivos autóctones, indígenas da nação Tupi-Guarani, ocuparam os campos nativos do Segundo Planalto Paranaense. As terras de Telêmaco Borba além de indígenas, tiveram a presença de jesuítas, bandeirantes, tropeiros, imigrantes e diversos exploradores, que contribuíram para o contexto histórico local e regional.
O território, ocupado originalmente pelos índios caingangues, foi desbravado primeiramente no século XVII, entre os anos de 1622 e 1628, pelos jesuítas espanhóis quando fundaram por volta de 1625 a redução Nuestra Señora de la Encarnación, no vale do rio Tibagi, na região de Telêmaco Borba. Já no século XVIII, a região começou a ser povoada por latifundiários e os campos de Telêmaco Borba foram inicialmente utilizados para invernadas, onde animais da atividade pecuária descansavam e engordavam, consequência da passagem de tropeiros que levavam tropas de animais do Rio Grande do Sul à feira de Sorocaba, através do Caminho das Tropas. Alguns viajantes e outros forasteiros se apossaram de terras na região, às margens de rios, que serviam como pontos de parada. Em 1890 a Fazenda do Alegre foi herdada por Ana Luísa Novais do Canto e Silva, que era casada com o Barão de Monte Carmelo. Em 1934, a Fazenda Monte Alegre foi adquirida em leilão pelos irmãos Klabin. Com a instalação das Indústrias Klabin na Fazenda Monte Alegre em 1940, surgiu o primeiro núcleo habitacional, Lagoa, que passou a ser a sede da fazenda, ainda no município de Tibagi.
O centro urbano da sede do município de Telêmaco Borba foi idealizado pelo engenheiro Horácio Klabin e inicialmente projetada pelo projetista alemão Max Staudacher em meados da década de 1950. A cidade está localizada no estado do Paraná, a 235 km da capital paranaense, Curitiba. Em 5 de julho de 1963, através da Lei Estadual n° 4.738, foi criado o município, sendo emancipado de Tibagi e instalado em 21 de março de 1964. Segundo o IBGE, o município possui uma área territorial de 1382.86 km², sendo que aproximadamente 93% do território é de propriedade da Klabin S.A.. Possui uma população estimada em 78 135 habitantes (IBGE/2018) e em 2010 possuía 97,95% da população vivendo na área urbana.

## Origens e antecedentes
No passado, o atual território municipal de Telêmaco Borba pertenceu ao extinto território da República do Guairá. Entre 1622 e 1628 os jesuítas espanhóis fundaram mais de onze reduções no Guayrá, entre elas Nuestra Señora de la Encarnación, fundada por volta de 1625 no vale do rio Tibagi, na região de Telêmaco Borba. Esta redução estava localizada cerca de 50 km a norte da atual cidade de Telêmco Borba, na atual localidade de Natingui, no município vizinho de Ortigueira.
A partir de 1627 começaram os ataques bandeirantes em busca de indígenas fora das reduções e a partir de 1629 começaram a atacar também as reduções do Guairá. Em 1628, os bandeirantes Antônio Raposo Tavares e Manuel Preto construíram um forte na margem esquerda do rio Tibagi. Os indígenas sobreviventes concentrados nas duas únicas reduções restantes intactas (Loreto e San Ignacio Mini), no final de 1631, conduzidos pelo padre Antonio Ruiz de Montoya protagonizaram o Êxodo Guairenho, afastando muitos nativos da região.
Somente em 1750, o Tratado de Madri estabeleceu os limites entre Espanha e Portugal, abolindo a linha do Tratado de Tordesilhas, reconhecendo o território de Guayrá, e consequentemente toda essa região de terras, como domínio português. Considera-se que a ocupação brasileira da região do Guayrá se afirmou definitivamente por volta de 1870 com o final da Guerra da Tríplice Aliança. Durante a ocupação portuguesa e durante grande parte da história brasileira do século XIX, o Guayrá fazia parte da província de São Paulo, depois de 1853 se tornou o estado (então província) do Paraná.

## Os primórdios da Fazenda Monte Alegre
As terras da região foram mencionadas pela primeira vez em uma carta de concessão de sesmarias, que data meados de 1727. Mesmo antes desse período até a compra da Fazenda Monte Alegre pelos irmãos Klabin em 1941, as terras tiveram a presença de indígenas, jesuítas, tropeiros, bandeirantes, imigrantes e diversos exploradores que contribuíram para o contexto histórico local e regional.
Em 27 de maio 1724 foi certificado junto ao Livro do Tombo da Vila de Santos a justificativa da posse sobre "uns campos na paragem chamada o Alegre", o requerente era João Pereira Braga. Em 1727, a paragem chamada Alegre, foi requerida por Manuel Gonçalves Aguiar. No entanto, ambos não chegaram a explorar as terras. Assim, a região entre os atuais territórios municipais de Telêmaco Borba e Tibagi, ficou conhecida como 'Campos do Alegre'.
Ainda no século XVIII, os Campos do Alegre, recebeu os escravos e os camaradas de Frei Bento Rodrigues, de Santo Ângelo, e sem sucesso, arriscaram-se em explorar a região, sendo expulsos pelos indígenas.  Esse mesmo Frei tinha se estabelecido no Pouso do Iapó, atual cidade de Castro, e em 1751 havia liderado a construção de uma pequena capela de pau a pique, uma das primeiras capela católicas que atendia a região. Em 5 de março de 1775 foi criada a freguesia de Santa Ana do Iapó. Já em 24 de setembro de 1788, a freguesia de Santa Ana do Iapó, foi elevada à categoria de vila, com território desmembrado de Curitiba e denominação alterada para Vila Nova de Castro. Era a Vila de Castro que era responsável por atender toda a região, em diferentes serviços, como administrativos, jurídicos e religiosos.
Em janeiro de 1786 na vila de Curitiba, despacharam e noticiaram na Câmara dos Vereadores a petição de Inácio da Mota e Oliveira e seus três irmãos, que solicitavam sesmarias de campos e três léguas na paragem chamada Alegre e que estas já tinham sido descobertas e estavam desabitadas por receio dos conflitos com os índios.
Alguns anos mais tarde, José Felix da Silva Passos e Antônio Machado Ribeiro firmaram a posse de extensa área de terras na região do rio Tibagi. Dividiram as terras conquistadas, cabendo ao primeiro as sesmarias do Tibagi e as do Iapó, onde estavam localizadas as fazendas Boa Vista, Piraí Mirim, Taquara e Monte Alegre e, ao segundo, as terras para além do rio Tibagi. José Felix, casado com Onistarda Maria do Rosário, foi fiscal das minas de ouro e diamante na região do rio Tibagi, o primeiro juiz ordinário da vila de Castro (1789), Juiz de Conselho em 1793, além de Ajudante de Milícias em (1796), e Capitão de Ordenanças em Piraí e Furnas. José Felix da Silva Passos tornou-se um dos maiores latifundiários dos Campos Gerais, constituindo a Fazenda Fortaleza, pertencente a jurisdição da Vila de Castro.
Nesta mesma época foi incentivado a prática de alugar os campos para servir como pastagens, caracterizando assim o que foi denominado de invernadas. Alguns campos, considerados sem dono e inativos, eram destinados ao descanso das tropas e o aluguel das terras era uma oportunidade aos fazendeiros como fonte de renda. A invernada engordada os animais, principalmente durante o inverno, diminuindo assim os esforços aplicados para a prática da pecuária.
Já em 1808 a Câmara de Castro recebeu a responsabilidade, por meio de uma Carta Régia, de garantir a segurança na região. As tarefas couberam a liderança do fazendeiro José Felix da Silva Passos que comandou as batalhas contra os índios caingangues, sendo que um desses conflitos ocorreu cerca de 50 km da Fazenda Fortaleza, na atual localidade de Harmonia, que antes fora denominada Mortandade, por causa do massacre ocorrido contra os nativos. O episódio ficou conhecido como a Chacina do Tibagi, onde foi vingada a morte de Brígido de Castro. José Felix da Silva Passos era filho do casal português João José da Silva e de dona Mécia Catarina dos Passos e tornou-se um dos maiores latifundiários do Paraná naquela época.
Em 1820 quando o francês Auguste de Saint-Hilaire visitou a região, ele percorreu as fazendas dos Campos Gerais e destacou a Fazenda Fortaleza como a maior da Província, em uma extensão de 31 léguas quadradas e contava em média com cem escravos. O senhor da Fortaleza, José Felix, era tido como o latifundiário mais rico da Província de São Paulo, falecendo em 1822 e deixando sua fortuna para sua filha Ana Luíza da Silva e para seu neto Manoel Ignácio do Canto e Silva.

## A Fazenda Velha
A Fazenda Velha, como ficou conhecida, tem sua origem na Fazenda Fortaleza, de propriedade de José Felix da Silva Passos. As terras dos Campos do Alegre passaram então a ser propriedade do comendador Manoel Ignácio do Canto e Silva, que foi também brigadeiro diretor geral dos índios e deputado provincial, neto de José Félix da Silva. Quando se apossou das terras, constituiu a Fazenda do Alegre e ordenou construir a ‘Casa Grande’, um casarão que passou a abrigar a sede da fazenda. O casarão foi construído pelos escravos e se tornou a principal edificação da fazenda. Em estilo colonial, foi considerada a primeira ocupação branca de fato nos Campos do Alegre.
A fazenda, agora denominada Fazenda Monte Alegre, fazia parte dos chamados “Sertões do Tibagi” e foi herdada em 1864, já no período do Brasil Imperial, pela esposa do militar federalista Bonifácio José Batista, conhecido como Barão de Monte Carmelo. O barão, que foi fazendeiro, vereador do município de Castro, deputado provincial, comandante da Guarda Nacional e colaborador financeiro da Revolução Federalista, foi casado com Ana Luísa Novais do Canto e Silva, filha do comendador Manoel Ignácio. O barão faleceu em 1897 e toda suas propriedades no Paraná passou para seus respectivos herdeiros.
Já em 1926 o francês Edouard Fontaine de Laveleye faz uma sociedade com os descendentes do barão formando um empreendimento que daria a origem a Companhia Agrícola e Florestal e Estrada de Ferro Monte Alegre, que tinham como objetivo na região explorar minérios, madeira, incentivos a agricultura, colonização e construção de estrada de ferro. A empresa obteve empréstimo junto ao Banco do Estado do Paraná, para garantir suporte financeiro nos investimentos, passando a fazenda com carácter de garantia. A companhia veio a falência e em 1932, a Fazenda Monte Alegre passou como propriedade ao Banco, devido a arrematação.
Em 1934, o interventor do Estado do Paraná, Manuel Ribas, ficou responsável pela Fazenda e designou seu assistente, o Sr. Alcebíades Marques, para atender pessoalmente as terras de Monte Alegre. Nos 60.000 alqueires, moravam cerca de 200 pessoas, espalhadas pelo imensa fazenda.

## A chegada das Indústrias Klabin
Por volta de 1890, chegavam ao Brasil, vindos da Lituânia, as famílias Klabin, Lafer e Valmonnts de origem judaica, tendo a frente Salomão, Hessel Klabin, Miguel Lafer e Husterbe Valmonnt. Radicando-se em São Paulo e, iniciando as atividades no comércio e importação de papel, viram as possibilidades industriais do Brasil, e firmaram o propósito de implantar uma indústria de papéis e derivados.
Assim, em 1906, com o dinamismo de Maurício Klabin, instalaram a primeira fábrica de papel em Salto do Itu, município do Estado de São Paulo. Na década de 1930, a empresa passa a ser administrada pelos primos Wolff Kadischevitz, Horácio Lafer e Samuel Klabin. Por intermédio de Assis Chateaubriand e com os incentivos do presidente Getúlio Vargas, o governo apoiou o grupo para a produção de papel e para a expansão dos negócios. Sendo assim, com o propósito de expandir as suas atividades no fabrico de papel, em 1933, os Klabins, com o apoio do Interventor federal no Paraná, Manuel Ribas, adquiriram em leilão junto ao Banco do Estado do Paraná, em 1934, a Fazenda Monte Alegre no município de Tibagi, numa região florestal do Paraná, junto às margens do rio Tibagi, onde se aliavam a matéria-prima e a água, como elementos indispensáveis para o seu empreendimento.
Em 1936, o geógrafo Reinhard Maack, técnico remanescente da Companhia Agrícola e Florestal elaborou os primeiros levantamentos topográficos na fazenda, desenvolvendo um mapa topográfico para a localização de uma fábrica de papel na Fazenda Monte Alegre. No ano seguinte o engenheiro Walter Ashauer elabora um Anteprojeto da localização de uma fábrica de papel e celulose, com a fábrica, acessos e vila operária.
Em 1937 chega uma comitiva de técnicos à Fazenda Monte Alegre para trabalharem em levantamentos de diversos fins e no planejamento da usina hidrelétrica, da fábrica e demais instalações como a serraria, a olaria e as acomodações para os operários e técnicos. A equipe era composta pelo engenheiro suíço, J.E. Bóesch, e pelos técnicos Ignacio Szporn, polonês; Yrjo Virta, finlandês; Karl Zappert, austríaco. Este último, formado pela Escola Politécnica de Viena, foi o principal responsável pela montagem das máquinas e equipamentos da nova fábrica, chegando ao cargo de diretor. Em 1938 o engenheiro Ashauer apresenta a planta intitulada Lugar n° 3 para a fábrica. Os estudos e prospecções se multiplicam neste período, respondendo à necessidade dos estudos de viabilidade do empreendimento.
Até a chegada da comitiva do grupo Klabin, a única infraestrutura existente na fazenda, na época de sua aquisição era a antiga sede, conhecida como Fazenda Velha. Construído no século XVIII, este casarão seguia a tipologia de arquitetura colonial das sedes de fazenda da região dos Campos Gerais do Paraná. As instalações da então Fazenda Velha, pouco contribuiu para a sua utilização na época, sendo necessário implantar uma infraestrutura de acordo com as necessidades de funcionamento de uma grande indústria e de seus trabalhadores. As primeiras infraestruturas a serem erguidas foram a a represa no rio Harmonia, que tinha como objetivo a captação de água e a Usina Hidrelétrica de Salto Mauá, para a geração de energia.
Em 1942 chega na Fazenda Monte Alegre o respeitado engenheiro Luiz Augusto de Souza Vieira, que ocupou até 1941, o cargo de Inspetor Geral do Departamento de Obras Contra a Seca do Nordeste - IFOCS, no governo federal. Era considerado um homem de confiança e amigo pessoal do presidente Vargas, portanto, foi designado para coordenar a implantação da fábrica de papel das Indústrias Klabin do Paraná, tendo em vista a importância do projeto. Dentro da empresa Luiz Vieira contribuiu significativamente para o sucesso industrial, ocupando o cargo de engenheiro-chefe, sendo até os anos atuais ainda lembrado pelo trabalho desenvolvido no período em que atuou na Klabin.

## Os primeiros núcleos habitacionais
Com a instalação das Indústrias Klabin na Fazenda Monte Alegre em 1940, surgiu em consequência o primeiro núcleo habitacional, que foi denominado de Lagoa, cuja referência era por ser próximo a residência de Pedro Prestes e família, que era conhecido como Pedro Lagoa. Outro núcleo de moradores com aproximadamente 230 casas de madeira foi estabelecido ao lado do rio Das Mortandades, onde estava sendo instalada a fábrica. Esta localidade que era conhecida como Mortandade, passou a ser denominada de Harmonia, em sugestão de Ema Klabin que havia mudado em 1941 o nome do rio para Harmonia.
No interior da fazenda, em 1944, já haviam sido também criados mais de 150 km de estradas, além de implantado o primeiro campo de aviação. Com a melhoria da infraestrutura das propriedades, iam surgindo mais comunidades para acomodar principalmente os trabalhadores, como no caso da Vila Cauibí que foi erguida na década de 1940 e sendo extinta totalmente na década de 1980. Este núcleo urbano foi elaborado pelo arquiteto paulista Abelardo Cauibí.
Muitas famílias vieram trabalhar e residir nas dependências da fazenda, famílias da região, como também do Rio de Janeiro, de São Paulo, do nordeste e até de outros países. Vários outros núcleos também surgiram como Antas, Mauá, Mandaçaia, Mina de Carvão, Miranda, Quilômetro 28 (km 28) e Palmas, além de outras localidades, acampamentos e vilas menores que foram surgindo por toda a área rural, como Agronomia, Anta Brava, Cerradinho, Colônia de Holandeses, Imbauzinho, Lagoinha, Lagoinha de Cima, Mirandinha, Olaria, Prata Um, Prata Dois, Pedreira, Quilômetro 30, Restingão, São Sebastião, sendo que em 1950 a população na Fazenda Monte Alegre já alcançava 20 000 habitantes no total. A importância de oferecer uma moradia justa e de qualidade, era o diferencial para atrair e fixar a mão-de-obra.
Ainda na década de 1940 a Vila de Harmonia se transformava em uma área urbanizada e totalmente planejada, com ruas e avenidas largas e arborizadas, tendo como principal via a Avenida Brasil, onde foi estabelecido o núcleo comercial e hospital, cooperativa, clube operário, agência bancária, posto de gasolina, igreja, escola e as casas dos engenheiros diplomados. A maior parte do comércio nessas localidades era de responsabilidade da Klabin, criando segmentos diversos como armazéns, açougues, padarias, além de ter implantado também em 1948 um hotel e em 1951 um cinema em Harmonia. A empresa não admitia também concorrência, tornando-se parte de um monopólio de produtos e serviços que a população necessitava usufruir.

## A Colônia de Holandeses
Em 1949 um grupo de aproximadamente 23 famílias, com cerca de 125 imigrantes neerlandeses do norte dos Países Baixos, mais precisamente das regiões da Frísia, da Holanda do Norte e de Groninga, fixaram-se na Fazenda Monte Alegre, formando uma colônia entre as localidades de Harmonia e Mina de Carvão, localidade que ficou conhecida como Colônia de Holandeses. A Klabin colocou a fazenda à disposição destes imigrantes para que fornecessem laticínios aos seus funcionários. A colônia chegou a ser visitada pelo presidente Getúlio Vargas durante sua passagem pela Klabin em 1953.
Uma das primeiras iniciativa de emigração dos holandeses para Monte Alegre foi tomada pelo reverendo Jan van Dijk (1899-1980) de Schildwolde, em Groninga. Ele foi ajudado nisso por, entre outros, por Rinke Slump que também migrou para o Brasil e liderou o primeiro grupo. Entrando em contato com a Klabín, que estava procurando por vários agricultores holandeses, foram informados que a empresa havia estabelecido um terreno de 75 hectares e uma casa disponível para cada família de emigrantes. Um grupo de holandeses desembarcaram na cidade de São Paulo e dali seguiram viagem de trem até a cidade de Piraí do Sul. De Piraí do Sul seguiram de ônibus até a localidade de Lagoa, a partir dali foram acompanhados pelo cônsul holandês de Curitiba até a nova colônia. Embora a colônia existiu por um período relativamente curto, pouco mais de duas décadas, sua criação contribui muito para o abastecimento de alimentos nas redondezas. Com a experiência holandesa em produção de leite de qualidade, a expectativa inicial era o fornecimento de laticínios, se bem que a produção alimentícia na colônia acabou indo além, produzindo e fornecendo para a Klabin também cereais, e até mesmo aves e suínos.
Em relação aos hábitos culturais desses imigrantes, eles buscavam manter uma determinada tradição, tentando encontrar um modo de vida que fizesse lembrar sua terra de origem. Mantinham o idioma, a culinária, o vestuário, o mobiliário, os hinos cristãos e eram considerados fechados culturalmente. Os moradores criaram então uma escola e fundaram uma igreja. A pequena escola contava com uma professora vinda da Holanda e a igreja era atendida por um reverendo. Com o tempo a igreja passou a denominar-se Igreja Reformada Libertada de Monte Alegre, tendo a comunidade iniciado contato com os demais grupos holandeses na região, iniciando os primeiros laços com a comunidade de Carambeí, sendo assim, começaram então a receber os cuidados espirituais do reverendo William Vincent Muller que atuava lá. Até que em setembro de 1956 a colônia de Monte Alegre recebeu o reverendo Los, que atendeu a comunidade até outubro de 1965 e no que se tem registro, este reverendo chegou a receber no dia 22 de outubro de 1959 em sua residência na colônia a visita do príncipe consorte dos Países Baixos, Bernardo de Lippe-Biesterfeld, quando este passou pela região. Sabe-se que mais tarde a igreja da comunidade passou a ser denominada Igreja Evangélica Reformada, unindo-se com as igrejas das colonias de Carambeí, Castrolanda e Arapoti. Para os colonos a religião era de fundamental importância, tanto para preservar a fé, como para promover a união na comunidade. Embora vários dos imigrantes tinham sido membros de diferentes igrejas do ramo calvinista na Europa, aqui no Paraná viviam como se fossem todos membros de uma só igreja.
O término do contrato com a empresa na década de 1970 resulta na dispersão da colônia, onde em 1971 a maioria das famílias na verdade acabou retornando aos Países Baixos ou remigrando para o Canadá ou para a África do Sul. Entretanto, alguns colonos acabaram indo para outras localidades no Paraná e outras famílias ainda acabaram fundando mais tarde uma colônia no município de Unaí, em Minas Gerais, denominada de Brasolândia. A colônia de Brasolândia é considerada a principal ligação com a antiga colônia em Monte Alegre, portanto, sendo um remanescente desta. Por fim, a escola e a igreja na localidade foram fechadas e extintas e os empreendimentos agrícolas e pecuários paralisados e posteriormente encerrados de maneira definitiva pela Klabin.

## O surgimento de Cidade Nova
Por iniciativa do engenheiro e empresário Horácio Klabin, criou-se a Companhia Territorial Vale do Tibagi, que comprou 89,17284 m² de terras da Fazenda Limeira de propriedade do senador Arthur Ferreira dos Santos, além de comprar 212 alqueires e fração da propriedade denominada Uvaranal e quinhão nº 22 da Fazenda Imbaú, de propriedades das indústrias Klabin. O total de 300 alqueires adquiridos localizavam-se na margem esquerda do rio Tibagi, frente as instalações da Fábrica de Papel e Celulose. A ideia foi motivada pela dificuldade da empresa em administrar os núcleos habitacionais dentro da Fazenda Monte Alegre. A solução visava então diminuir os custos da Klabin e viabilizar a criação de uma cidade-livre, planejada para acomodar no máximo 20 mil habitantes, fora das propriedades da empresa para os trabalhadores. Com auxilio da Klabin, a Companhia Territorial Vale do Tibagi, foi responsável pela urbanização, loteamento e venda das terras, que foram divididas em 4 mil lotes.
A área urbana projetada foi encomendada ao alemão Max Staudacher, projetista, que pensou numa cidade-jardim, com ruas curvas e um cinturão verde destinado a pequenas culturas de alimentos para garantir o abastecimento da população. Entretanto, via-se inicialmente muita falta de infraestrutura neste novo loteamento, como a ausência de pavimentação e saneamento básico. A Klabin então passou a incentivar os seus funcionários que residiam na Fazenda Monte Alegre, especialmente os que pertenciam ao baixo escalão, à adquirirem os lotes na margem esquerda do rio Tibagi, passando a doar as casas, removendo-as e as levando para os novos loteamentos fora da Fazenda Monte Alegre. Os novos moradores, a grande maioria funcionários da Klabin, começaram a chamar o povoado de Cidade Nova.
Com o surgimento de Cidade Nova, muitos acampamentos e vilas na Fazenda Monte Alegre começaram a serem extinguidos, como a Vila Operária e a Vila Caiubí que foram totalmente desmanchadas, posteriormente também começou a minguar os demais núcleos, até que a empresa decidiu acabar com várias vilas que estavam dentro do seu domínio. Já Cidade Nova teve rápido e extraordinário desenvolvimento, crescendo socialmente e economicamente dentro de reduzido lapso de tempo, sendo que em 1954 este núcleo habitacional já contava com mais de 6 mil habitantes. Foi também instalado um núcleo urbano com cem moradias em parceria com a Fundação Casa Popular, a Prefeitura Municipal de Tibagi ajudou, por exemplo, fornecendo máquinas para obras de terraplanagem. Este núcleo foi denominado Núcleo Residencial Dr. Juscelino Kubitschek de Oliveira, que popularmente é conhecido como Cem Casas. Assim sucessivamente, muitos outros bairros começaram a aglomerar-se no entorno do núcleo principal de Cidade Nova.
Embora as terras das redondezas ainda pertencessem na época ao município de Tibagi, a margem direita do rio Tibagi já fazia parte do Distrito de Ventania, que foi criado pela lei estadual n.º 790, de 14 de novembro de 1951, o qual englobou a Fazenda Monte Alegre, onde estavam inseridas as localidades de Harmonia, Lagoa, Antas, km 28, Mina de Carvão e Miranda, além de outras localidades fora dos limites da fazenda, como Barro Preto e Vila Preta. Enquanto a margem esquerda, que abrangia as localidades de Cidade Nova, Mandaçaia, Triângulo, Cirol e Charqueada, fazia parte do distrito sede de Tibagi.

## Emancipação e formação administrativa

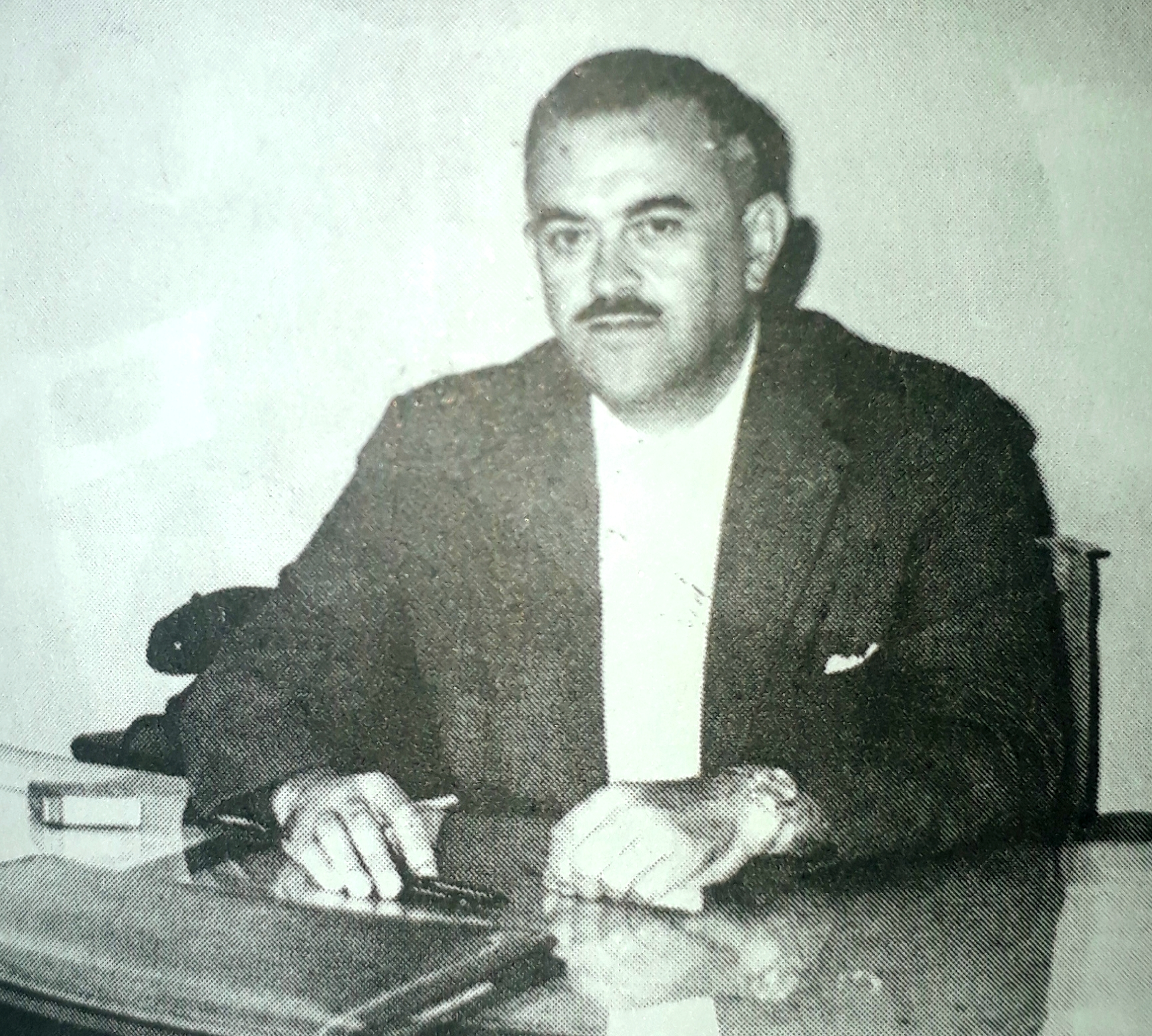
Péricles Pacheco da Silva, primeiro prefeito de Telêmaco Borba.

Em 25 de julho de 1960, através da Lei Estadual nº 4.245, em seu artigo 1°, item IV, sancionada pelo governador Moysés Lupion de Tróia, foi elevado à categoria de município, com a denominação de Cidade Nova, com território desmembrado do município de Tibagi, tendo como prefeito interino Cacildo Batista Arpelau que também chefiava o poder executivo tibagiano.
No entanto, o município nem chegou a ser instalado, visto que a Assembleia Legislativa do Estado do Paraná, pela Lei Estadual nº 26, de 31 de dezembro de 1960, revogou o item IV, do artigo nº 1, da Lei nº 4.245, de 25 de julho de 1960 e, em consequência, foi extinto o município, voltando à condição de simples bairro, com território pertencente novamente ao município de Tibagi. Pela Lei Estadual n° 4.445, de 16 de outubro de 1961, foi oficialmente criado o Distrito Administrativo de Cidade Nova, no município de Tibagi. Em 5 de julho de 1963, através da Lei Estadual n° 4.738, sancionada pelo governador Ney Aminthas de Barros Braga, o distrito foi elevado à categoria de município emancipado com território desmembrado do município de Tibagi, porém com denominação definitivamente para Telêmaco Borba.
A instalação oficial deu-se em 21 de março de 1964, quando tomou posse o primeiro prefeito municipal eleito, sr. Péricles Pacheco da Silva e seu vice sr. João Vitor Mendes de Alcantara Fernandes, assim como a Câmara de Vereadores. Para o município foi cogitado diversos nomes como Papelândia, Klabinópolis e Monte Alegre do Paraná. Entretanto, o nome escolhido foi Telêmaco Borba, através da ação bem articulada de Guataçara Borba Carneiro então presidente da Assembleia Legislativa do Estado e neto de Telêmaco Borba.
Pela lei municipal nº 58, de 16 de agosto de 1966, foi criado o distrito de Imbaú, cuja localidade antes era denominada Cirol. Já pela lei estadual nº 11220, de 8 de dezembro de 1995, o distrito de Imbaú foi elevado à categoria de município com uma área de 331,199 km², desmembrando-se do município de Telêmaco Borba.

## Política e administração
Na história política e administrativa do município, foram 9 prefeitos, sendo que Carlos Hugo Wolff von Graffen governou o município por mais vezes, em quatro mandatos diferentes, totalizando aproximadamente 17 anos. A primeira mulher a integrar o executivo municipal foi Rita Mara de Paula Araújo, eleita vice-prefeita em 2016.
Na história recente, o atual prefeito é o médico Márcio Artur de Matos, eleito em 2016. A chapa eleita formou uma coligação com demais partidos e disputou contra outras quatro chapas, sendo elas: Luiz Carlos Gibson (PPS), tendo como vice Cleber de Almeida (PPS); Dã Gonçalves Cortez (PROS), tendo como vice Jurandir Silva dos Santos (PSDB); Simão Rachid Chueiri Neto (PSC), tendo como vice Celso Domingues Lopes (PSC); e o ex-vice-prefeito Pedro Slonikarz, tendo como vice candidato Everson Rodrigues da Cruz também do PT.

## Visitas presidenciais
Na História local, diversas visitas presidenciais oficiais foram registradas, embora seja uma localidade no interior do Brasil. O principal fator que motivou a vinda de presidentes até Telêmaco Borba, foi a visita aos empreendimentos da Klabin S.A.. Ao todo, foram seis visitas presidenciais na história recente. Sendo três visitas antes da emancipação e três visitas após a emancipação de Telêmaco Borba. Vieram Getúlio Vargas (duas vezes), João Goulart, João Figueiredo, Luiz Inácio Lula da Silva e Michel Temer. Todos os presidentes fizeram o uso de aeronaves e utilizaram-se da infraestrutura aeroportuária local.
A primeira visita foi de Getúlio Vargas, em 1943, quando visitou a Fazenda Monte Alegre, as obras na fábrica e o início dos reflorestamentos de araucárias na região. Já a segunda visita também foi de Vargas, em 25 de janeiro de 1953, quando o presidente voltou a visitar a localidade, na companhia de demais autoridades, como a dos ministros Horácio Lafer e Souza Lima e o governador do Paraná Bento Munhoz da Rocha. As autoridades foram recepcionadas pelos diretores da Klabin, onde prestigiaram os processos de fabricação da Fábrica de Papel e Celulose e inaugurando também oficialmente a Usina Hidrelétrica Presidente Vargas, no rio Tibagi.
Em 1963 o presidente João Goulart visitou a inauguração da máquina de papel nº 6 (Projeto de Expansão III) da Klabin.
Em 14 de fevereiro de 1980 o presidente João Baptista de Oliveira Figueiredo, na companhia de demais autoridades federais, estaduais e municipais, e do governador do Paraná Ney Braga, visitaram o município já emancipado de Telêmaco Borba. O prefeito na época era Carlos Hugo Wolff von Graffen e na ocasião foi celebrado oficialmente a conclusão do Projeto IV, programa de modernização e expansão da produção de papel das Indústrias Klabin do Paraná de Celulose S.A..
Em 14 de abril de 2009 o presidente Luiz Inácio Lula da Silva, com demais autoridades que também se fizeram presentes, visitaram o município de Telêmaco Borba, sendo um dos motivos pela ilustre visita a comemoração dos 110 anos de aniversário de fundação das Indústrias Klabin.
Há determinados momentos em que nós temos que acreditar, trabalhar. E o ponto de equilíbrio é nossa ação, governos, empresários, trabalhadores, dando continuidade, acreditando e fazendo as coisas acontecerem. É bom saber que o Brasil tem gente ousada. Verificar sempre o que é possível fazer. Isso pode ser alcançado. Qualquer governo que vier a governar este País ou pensa para os próximos 20 anos, para não sofrer retrocessos, ou para. E isso tem que ser pensado além das eleições.— Luiz Inácio Lula da Silva, presidente da República, durante sua passagem por Telêmaco Borba, em 14 de Abril de 2009.
No dia 15 de Outubro de 2010, o prefeito Eros Danilo Araújo receberia o presidente Luiz Inácio Lula da Silva, o ministro da Educação Fernando Haddad e o reitor do Instituto Federal do Paraná, Alípio Santos Leal Neto, para inaugurar o campi do IFPR-TB, evento que ocorreu simultaneamente com inaugurações dos campi de Jacarezinho, Paranavaí e Umuarama. Porém, o mau tempo na tarde do dia 15, no aeroporto de Telêmaco Borba, impediu que o presidente Luiz Inácio Lula da Silva pousasse na cidade, cuja informação também foi confirmada pela assessoria da Presidência. Lula participaria às 16h de uma cerimônia de inauguração de escolas técnicas federais. A cerimônia em Telêmaco teve continuidade mesmo sem o presidente Lula e quem a comandou foi o governador Orlando Pessuti. Em 2008, no dia 15 de setembro, o Presidente Lula, também cancelara a visita, na ocasião a Klabin inaugurou o Projeto de Expansão MA-1100, o maior da sua história em 109 anos.
Em 28 de junho de 2016 o Grupo Klabin inaugurou a Unidade Puma, na localidade de Campina dos Pupos, entre as cidades de Telêmaco Borba e Ortigueira. A inauguração do complexo industrial contou com várias autoridades e foi a primeira viagem do presidente Michel Temer. Michel Temer voou de Brasília até ao Aeroporto de Telêmaco Borba, sendo recepcionado por autoridades de Telêmaco Borba e da região.